# دورشيستر (دورست)
دورشيستر (دورست) (وتنطق /ˈdɔːrtʃɛstər/ DOR-ches-tər) هي بلدة في مقاطعة دورست في إنجلترا. تقع بين بول وبريدبورت على الطريق الرئيسي A35. هي مدينة سوق تاريخية، Dorchester تقع على ضفاف نهر فروم إلى الجنوب من دورست داون ولشمال جنوب دورست الذي يفصل المنطقة عن وايموث، على 7 ميل (11 كـم) إلى الجنوب. وتشمل الرعية المدنية بلدة باوندبيري الصغيرة وضاحية فوردينجتون.

## نبذة
استقرت المنطقة المحيطة بالمدينة لأول مرة في عصور ما قبل التاريخ.وهناك أقام الرومان حامية بعد هزيمة قبيلة دوروتريجس، ودُعيت المستوطنة التي نشأت بالقرب من دورنوفاريا ؛ وقاموا ببناء قناة لتزويد المياه ومدرج على أعمال ترابية بريطانية قديمة. وبعد رحيل الرومان، تضاءلت أهمية المدينة، ولكن خلال فترة العصور الوسطى أصبحت مركزًا تجاريًا وسياسيًا مهمًا. وقد كان موقع «المقاييس الدموية» برئاسة القاضي جيفريز، بعد تمرد مونماوث، وبعد ذلك محاكمة شهداء تولبودل.
في تعداد عام 2011، كان عدد سكان دورتشستر 19060 نسمة، ومع المزيد من الأشخاص القادمين من المناطق المحيطة للعمل في المدينة التي تضم ستة مناطق صناعية. يتم تنفيذ مشروع إعادة تطويربري ويري سكواير (Brewery Square) على مراحل، ومع التخطيط لمشاريع التطوير الأخرى. يوجد في المدينة كلية علوم الأرض، وكلية كينغستون موروارد، ومدرسة توماس هاردي، وثلاث مدارس إعدادية وثلاث عشرة مدرسة أولى. تقدم مستشفى مقاطعة دورست خدمة الحوادث والطوارئ، وتخدم المدينة محطتان للسكك الحديدية. من خلال حركة مرور السيارات التي يتم توجيهها حول المدينة عن طريق ممر جانبي.ويوجد في المدينة نادي كرة قدم ونادي اتحاد الرجبي والعديد من المتاحف ومهرجان دورتشستر نصف السنوي. وهي توأمة مع ثلاث مدن في أوروبا. بالإضافة إلى وجود العديد من المباني المدرجة، ولقد ارتبط عدد من الأشخاص البارزين بالمدينة. فلقد كانت لسنوات عديدة منزل وإلهام المؤلف توماس هاردي، الذي تستخدم روايته عمدة كاستربريدج نسخة خيالية من دورتشتسر كإعداد لها.

## تاريخياً

### عصور ما قبل التاريخ والرومانية البريطانية
تعود جذور دورتشستر إلى عصور ما قبل التاريخ. فلقد كانت المستوطنات المبكرة حوالي 2 ميل (3.2 كـم) جنوب غرب وسط المدينة الحديثة بالقرب من قلعة مايدن، وهي حصن تل كبير من العصر الحديدي، و كان أحد أقوى المستوطنات في بريطانيا قبل الرومانية. فلقد حَيِيَ هناك قبائل مختلفة منذ 4000 قبل الميلاد. وكان من المحتمل أن تكون عائلة دوروتريج موجودة هناك عندما وصل الرومان إلى بريطانيا في عام 43 ميلادي.
هزم الرومان القبائل المحلية بحلول عام 70 م وأسسوا حامية أصبحت المدينة التي أطلق عليها الرومان اسم دورنفاريا، وهو اسم بريثوني يتضمن دورن ، «قبضة»، وتم تفسيره بشكل فضفاض على أنه «مكان به حصى بحجم قبضة اليد». ويبدو أنها أخذت جزءًا من اسمها من قبيلة دوروتريجس المحلية التي سكنت المنطقة.
تم تسجيل دورنفاريا في خط سير الرحلة الأنطوني في القرن الرابع وأصبحت مركزًا سوقًا للريف المحيط، وتقاطع طرق مهمًا ومركز انطلاق، وبالتالي فهي واحدة من العواصم المزدوجة لقبيلة سلتيك دوروتريجس.
لا يزال من الممكن رؤية بقايا الأسوار الرومانية التي أحاطت بالمدينة. ولكن تم استبدال الغالبية بمسارات تشكل مربعًا داخل دورتشستر الحديثة المعروفة باسم " تاون ووكس، دورتشستر "('The Walks)". ولا يزال جزء صغير من الجدار الأصلي متواجداً بالقرب من دوار Top 'o Town.

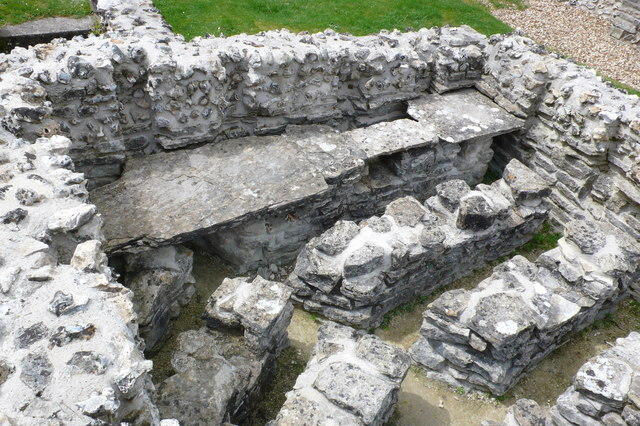
جزء من منزل ريفي روماني بالقرب من County Hall ، يُظهر نظام التدفئة تحت الأرضية

تشمل الآثار الرومانية الأخرى جزءًا من أسوار المدينة، ولقد أسس منزل ريفي بالقرب من قاعة المقاطعة. واكتشفت أعمال البناء الحديثة داخل الجدران اكتشافات رومانية؛ ففي عام 1936 تم اكتشاف مخبأ من 22000 قطعة نقدية رومانية من القرن الثالث في ساوث ستريت.
يحتوي متحف المقاطعة على العديد من المصنوعات اليدوية الرومانية.فلقد بنى الرومان قناة لتزويد المدينة بالمياه. وتم اكتشافه في عام 1900 على أنه بقايا قناة مقطوعة في الطباشير ومحيط التلال.ويُعتقد أن المصدر هو نهر فروم في نوتن، على بعد حوالي 12 ميل (19 كـم) المنبع من دورتشستر. وبالقرب من وسط المدينة توجد حلقات ممباري، وهي أعمال ترابية بريطانية قديمة تم تحويلها من قبل الرومان لاستخدامها كمدرج، وإلى الشمال الغربي يوجد Poundbury Hill ، وهو حصن آخر يعود إلى ما قبل العصر الروماني.
توجد أدلة قليلة تشير إلى استمرار الاحتلال بعد انسحاب الإدارة الرومانية من بريطانيا. ولذلك نجا اسم دورنفاريا في الويلزية القديمة باسم دورنجير ، الذي سجله آاسير في القرن التاسع.
كنفت المنطقة في أيدي البريطانيين حتى منتصف القرن السابع وكان هناك استمرارية في استخدام المقبرة الرومانية بالقرب من باوندبيري. وتم اقتراح دورتشستر كمركز لمملكة دومنيونيا الفرعية أو قاعدة قوة إقليمية أخرى.

### القرون الوسطى
على الإرجح إن أولى الغارات حدثت في عصر الفايكنج بالقرب من دورتشستر حوالي عام 790. ووفقًا للمؤرخ، فقد جمع الملك عددًا قليلاً من الرجال وسارع لمقابلتهم معتقدين أنهم تجار من بلد آخر. وعندما وصل إلى موقعهم، حذرهم وأمرهم بإحضارهم إلى المدينة الملكية. ومن ثم قام الفايكنج بذبحه هو ورجاله.
بحلول عام 864، سيطر الساكسونيون على المنطقة المحيطة بـ دورنفاريا الذين أشاروا إلى أنفسهم باسم دورساتيس ، «شعب دور» - دورفاريا وكان الاسم المحلي الأصلي هو دورنجوير أو دورنواري بالإنجليزية القديمة. وأصبحت المدينة معروفة باسم دورنوارسيستر أو دوروارسيستر ، حيث تجمع بين الاسم الأصلي دور، ودورن من اللغات اللاتينية والسلتية مع سيستر ، وهي كلمة إنجليزية قديمة لكلمة محطة برومانية. تطور هذا الاسم بمرور الوقت إلى دورنسيستر/ دورنسيستير ودورشيستر.
في وقت الغزو النورماندي، لم تكن دورتشستر مكانًا ذا أهمية كبيرة؛ فلقد قام النورمان ببناء قلعة لكنها لم تنجو.و كما تم إنشاء دير عام 1364، فعلى الرغم من اختفاء هذا أيضًا منذ ذلك الحين. وازدهرت المدينة في فترة العصور الوسطى اللاحقة. وأصبحت مركزًا تجاريًا وسياسيًا مزدهرًا لجنوب دورست، مع تجارة المنسوجات والصناعة التحويلية التي استمرت حتى القرن السابع عشر. ففي عهد إدوارد الثالث (1312–1377)، كانت المدينة محكومة من قبل المحضرين والبورجيس، مع زيادة عدد البورجيسات إلى خمسة عشر في عهد جيمس الأول (1566–1625).

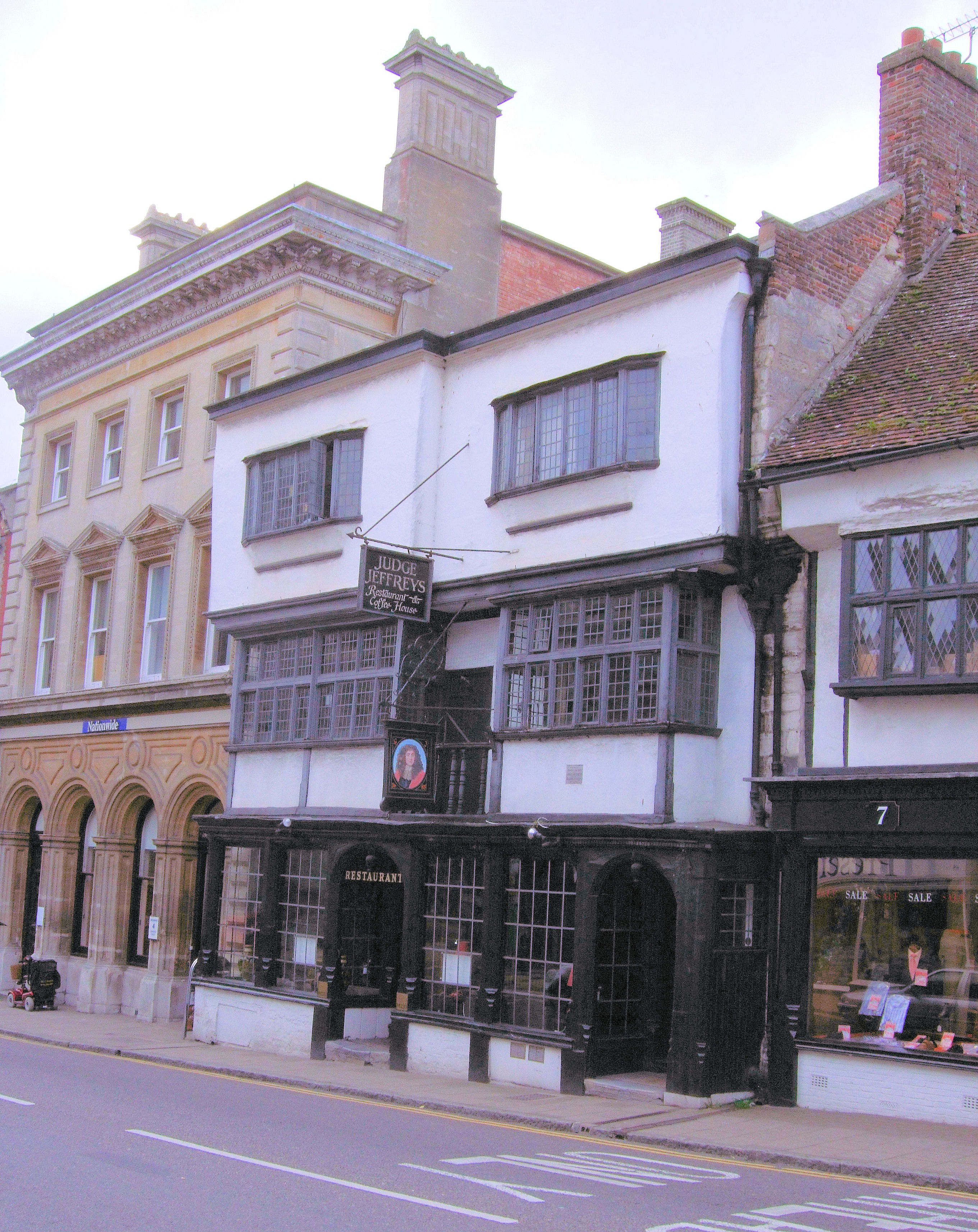
منزل إقامة القاضي جيفريز ، أصبح الآن مطعمًا ، في شارع هاي ويست

### بداية العصر
«المدينة مكتظة بالسكان، ومع ذلك ليست بكبيرة، والشوارع واسعة، ولكن المباني قديمة ومنخفضة؛ ومع ذلك، هناك رهط صَالِح وقدر كبير منهم؛ والرجل الذي يطمع في التراجع في هذا العالم قد ينفق وقته بشكل مقبول، وكذلك في دورتشستر، وكما هو الحال في أي مدينة أعرفها في إنجلترا». - دانيال ديفو، في جولته حول جزيرة بريطانيا العظمى بأكملها (1724-1726).
في القرنين السابع عشر والثامن عشر، عانت دورتشستر من عدة حرائق خطيرة: ففي عام 1613، وبسبب ارتفاع درجة حرارة مرجل الشحوم وإشعال النار فيه؛ وفي عام 1622، بدأن من maltster ؛ وفي عام 1725، بدأن في مصنع الجعة. وفي عام 1775، بسبب غلاية الصابون. وكان حريق عام 1613 الأكثر تدميراً، مما أدى إلى تدمير 300 منزل وكنيستين (جميع القديسين والثالوث المقدس).
لم ينج سوى عدد قليل من المباني المبكرة في المدينة حتى يومنا هذا، بما في ذلك مساكن القاضي جيفريز ودار تيودور. ومن بين المباني الجورجية البديلة العديد من المباني، مثل قاعة شاير، التي بنيت في حجر بورتلاند.وتم تشييد المباني البلدية، التي تضم مبنى تبادل الذرة السابق ومبنى البلدية السابق، في عام 1848 وفي موقع قاعة المدينة السابقة، والتي تم بناؤها عام 1791 وكان بها سوق تحتها.
في القرن السابع عشر، كانت المدينة مركز هجرة البيوريتانيين إلى أمريكا، ونظم رئيس الجامعة المحلي، جون وايت، مستوطنة دورتشستر، ماساتشوستس. وكانت أول محاولة استعمار في كيب آن، حيث حاول الصيادون الذين سينضمون مرة أخرى إلى أسطول الصيد عندما عادت السفن في العام التالي، أن يكونوا مكتفين ذاتيًا. ومع ذلك، كانت الأرض غير مناسبة، وفشلت المستعمرة وتم نقلها إلى ما هو الآن سالم. وفي عام 1628، حصل المشروع على الميثاق الملكي وتم تشكيل شركة خليج ماساتشوستس مع ثلاثمائة مستعمر وصلوا إلى أمريكا في ذلك العام وأكثر في العام التالي. ولجهوده نيابة عن المنشقين البيوريتانيين، تم تسمية وايت بالمؤسس غير المعلن لمستعمرة خليج ماساتشوستس. (عزا بعض المراقبين هذا الخطأ إلى حقيقة أن وايت، على عكس جون وينثروب، لم يذهب أبدًا إلى أمريكا.) 
في عام 1642، قبل الحرب الأهلية الإنجليزية مباشرة، تم إعدام قسيس كاثوليكي هيو جرين هنا. بعد إعدامه، لعب المتشددون كرة القدم برأسه. تم الدفاع عن المدينة بشدة ضد الملكيين في الحرب الأهلية، وكانت دورست تُعرف باسم «العاصمة الجنوبية للالتفاف»، حيث وجد طبقة النبلاء في المقاطعة أنه من المناسب تغيير الولاء ومبادلة الجوانب التي دعموها في عدة مناسبات. في عام 1643، تعرضت المدينة لهجوم من قبل 2000 جندي بقيادة روبرت دورمر، إيرل كارنارفون الأول . أثبتت دفاعاتها أنها غير كافية وسرعان ما استسلمت لكنها نجت من النهب والعقاب الذي كان من الممكن أن تحصل عليه لولا ذلك. ظلت تحت السيطرة الملكية لبعض الوقت، ولكن في النهاية استعادها البيوريتانيون.
في عام 1685، فشل دوق مونماوث في محاولته للغزو، تمرد مونماوث، وحُكم على ما يقارب 300 من رجاله بالإعدام أو النقل في " Bloody Assizes " برئاسة القاضي جيفريز في غرفة آوك في فندق آنتي لوب في دورتشستر.

### العصري

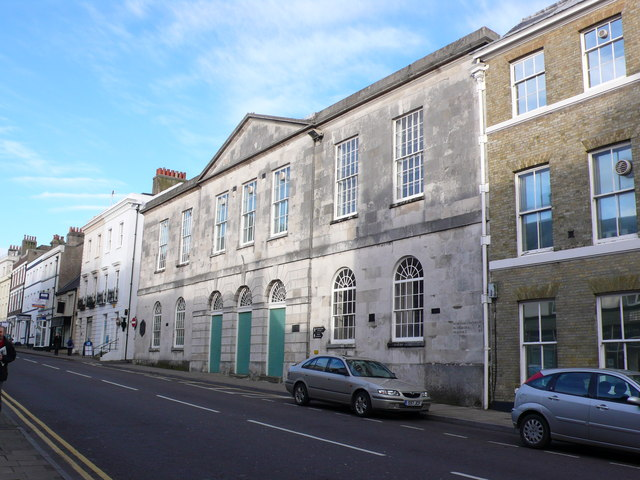
شاير هول في هاي ويست ستريت ، حيث جرت محاكمة شهداء تولبودل

في عام 1833، أسس شهداء تولبودل الجمعية الصديقة للعمال الزراعيين . فلقد كانت النقابات العمالية قانونية ولكن بسبب قسم الأعضاء قسم الولاء، تم القبض عليهم ومحاكمتهم في قاعة شاير. وتحت قاعة المحكمة توجد زنازين كان فيها السجناء ينتظرون المحاكمة. وتم بناء سجن دورتشستر في المدينة خلال القرن التاسع عشر، وكان يُستخدم لاحتجاز النزلاء المُدانين والمحكوم عليهم بالسجن من المحاكم المحلية  حتى تم إغلاقه في ديسمبر 2013. وتم التخطيط منذ ذلك الحين لبناء 189 مسكنًا ومتحفًا في الموقع.
ظلت دورتشستر مدينة مدمجة داخل حدود أسوار المدينة القديمة حتى الجزء الأخير من القرن التاسع عشر لأن جميع الأراضي المجاورة مباشرة للغرب والجنوب والشرق كانت مملوكة لدوقية كورنوال . والأرض تتألف من قصر فورددينجتون . والتطورات التي عدت عليها كانت ثكنة مرابوط، وإلى الشمال من طريق بريدبورت، في عام 1794،  دورتشستر يونيون ووركهاوس، وإلى الشمال من طريق دامر، في عام 1835،  وسكة حديد ساوثهامبتون ودورتشستر ومحطتها شرقاً من شارع ويماوث، في عام 1847،  وسكة حديد غريت ويسترن ومحطتها إلى الجنوب من طريق دامر، في عام 1857،  ومحطات المياه، وإلى الشمال من طريق بريدبورت، في عام 1854،  مقبرة، وإلى غرب خط السكة الحديد الجديد وشرق شارع ويماوث، في عام 1856،  ومركز شرطة مقاطعة دورست في عام 1860، وغرب سكة حديد ساوثهامبتون، وشرق شارع ويماوث وشمال حلقات مومباري.
كانت أرض الدوقية تُزرع في إطار نظام الحقول المفتوحة حتى عام 1874 عندما تم حصرها - أو توحيدها - في ثلاث مزارع كبيرة من قبل ملاك الأراضي والمقيمين. وأعقب المرفقات سلسلة من التطورات الرئيسية للمدينة: إرفاق بانودبيري لاستمتاع العامة في عام 1876، و "Fair Field" (موقع جديد للسوق، قبالة وايموث Avenue) في عام 1877، وارض الاستجمام (أيضًا خارج وايموث) في عام 1880، ومصنع إلدريدج بوب للبيرة عام 1881، وبجوار خط سكة الحديد المؤدي إلى ساوثهامبتون. تم الاحتفاظ بحقل سالزبوري للاستخدام العام في عام 1892 وتم شراء الأرض في عام 1895 من أجل حدائق بورو الرسمية، بين ويست وولكس وشارع كورنوال. وتمت إضافة الساعة ومنصة الفرقة الموسيقية في عام 1898.

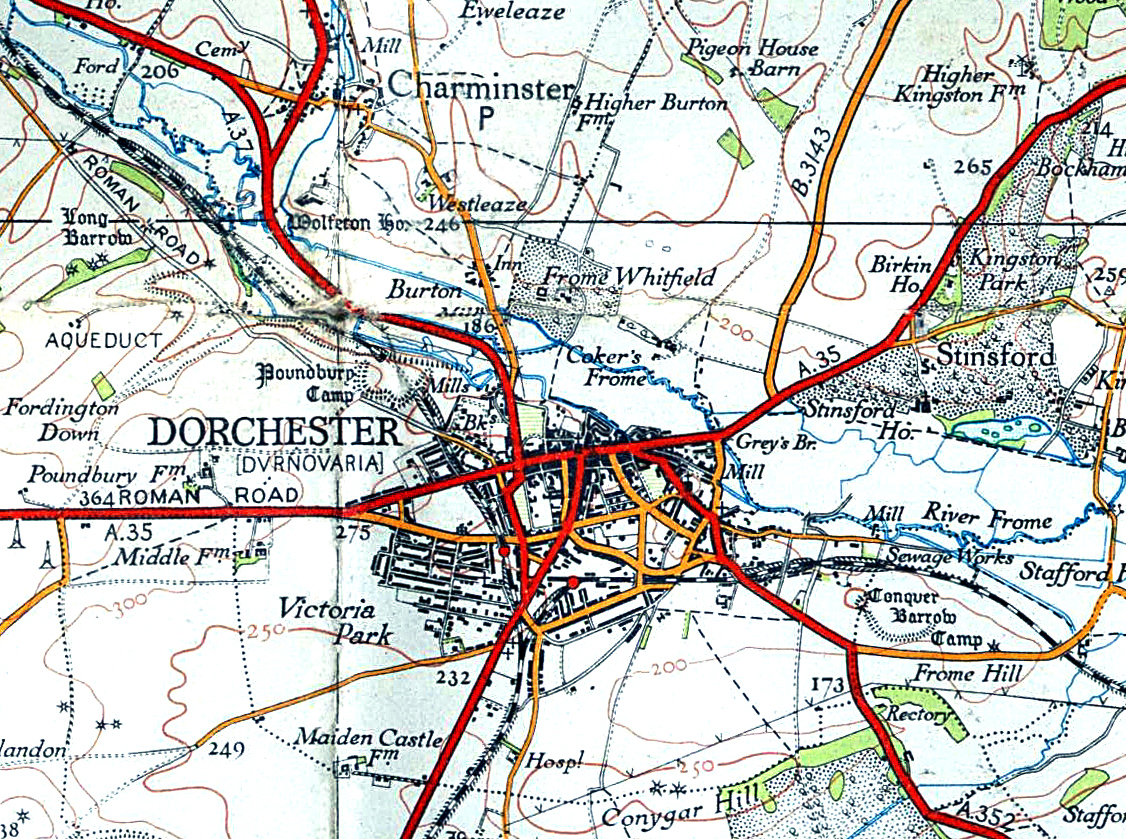
خريطة عام 1937 لدورتشستر

تأسس وجود عسكري دائم في المدينة عند الانتهاء من مستودع الثكنات في عام 1881. وتم إنشاء قاعة حفر هايويست ستريت، عن طريق تحويل منزل خاص، في نفس الوقت تقريبًا.
تم تطوير الأرض للإسكان خارج الجدران بما في ذلك منطقة كورنوال، وبين حدائق بورو وسكة حديد غريت ويسترن من عام 1876 وعقار أمير ويلز من عام 1880. وتم شراء أرض فيكتوريا بارك العقارية في عام 1896 وبدأ البناء في عام 1897، عام اليوبيل الماسي للملكة فيكتوريا. وزرعت أشجار الليمون في شارع كوينز في فبراير 1897.
باوندبيري هو الامتداد الغربي للمدينة، وقد تم تشييده منذ عام 1993 ووفقًا لمبادئ القرية الحضرية على أرض دوقية كورنوال التي يملكها الأمير تشارلز. يجري تطويره على مدى 25 عامًا على أربع مراحل، وسيضم في النهاية 2500 مسكن ويبلغ عدد سكانه حوالي 6000 نسمة. ولقد شارك الأمير تشارلز في تصميم التطوير.

أصبحت دورتشستر أول مبادرة انتقال رسمية لدورست في عام 2008 كجزء من مفهوم المدن الانتقالية. مدينة دورتشستر الانتقالية وهي استجابة مجتمعية لتحديات وفرص ذروة النفط وتغير المناخ.

## الحكومة
من عام 1295 إلى عام 1868، كانت دورتشستر دائرة انتخابية برلمانية. وتم إلغاء هذا بموجب قانون إعادة توزيع المقاعد لعام 1885،  وبعد ذلك تم وضع دورتشستر في دائرة دورست الجنوبية الجديدة وفي عام 1918 تم نقلها إلى دورست ويست، حيث ظلت هناك منذ ذلك الحين. ويتم تمثيل دورتشستر بمستويين من الحكومة. مجلس مدينة دورتشستر ومجلس دورست، وكلاهما يقع داخل المدينة. وكان عضو البرلمان (MP) عن West Dorset أوليفر ليتوين من 1997 إلى 2019. منذ الانتخابات العامة لعام 2019 ، وكان النائب المحلي هو المحافظ كريس لودر .
شعار النبالة للمدينة يصور القلعة القديمة التي كانت قائمة في موقع السجن السابق. وتمثل الخلفية الأرجوانية الملكية مكانة دورتشستر كجزء من الملكية الخاصة للملك، وهو منصب شغله منذ ما قبل نشر كتاب يوم القيامة. ينقسم الدرع إلى أربعة، اثنان يصوران أسدين واثنين من فلور دي ليس. تم نسخها من دروع قوات دورست التي شاركت في معركة أجينكور عام 1415. ويحتوي فلور-دي-ليس على ترتيب مبعثر يُظهر أنه تم منح الإذن باستخدام محامل الأسلحة قبل عام 1405، وبعد ذلك التاريخ قام الملك هنري السادس بتغيير الحقوق. يُترجم النقش "Sigillum Bailivorum Dorcestre" إلى «ختم محضري دورتشستر». العمدة لديه ختم مماثل للمكتب، لكن هذا نقش عليه Dorcestriensis Sig: Maioris.
هناك أربعة أقسام انتخابية في دورتشستر (الشمالية والجنوبية والشرقية والغربية) التي يبلغ مجموع سكانها 19060 نسمة.فلقد نمت المدينة على نحو مطرد حيث بلغت 11620 نسمة في عام 1951، و 13740 في عام 1971 و 15100 في عام 1991.
في 15 ديسمبر 2004، كانت دورتشستر هي أول مدينة في دورست تُمنح وضع التجارة العادلة.
في عام 2011، كانت دورتشستر واحدة من أكثر من 20 مدينة في جميع أنحاء البلاد تقدمت بطلب للحصول على وضع المدينة للاحتفال باليوبيل الماسي لإليزابيث الثانية،  وعلى الرغم من أنه تم الكشف في مارس 2012 أن عرض دورشيستر لم ينجح.

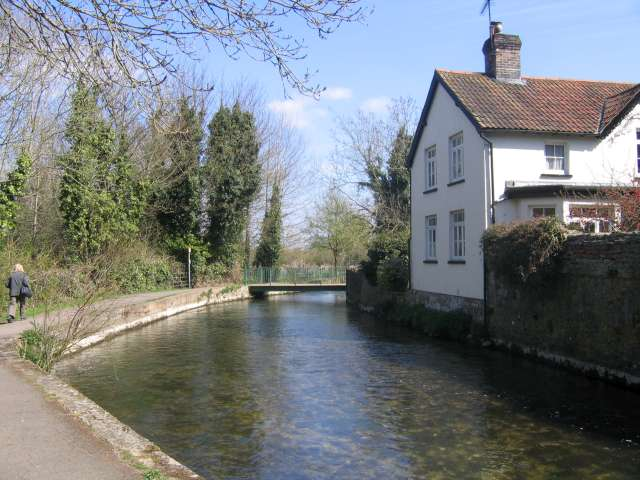
نهر فروم على حافة المدينة

## الجغرافية
يقع وسط مدينة دورتشستر على بعد حوالي 55 إلى 80 متر (180 إلى 262 قدم) فوق مستوى سطح البحر على أرض منحدرة بلطف بجانب الضفة الجنوبية لنهر فروم. قياسا مباشرة، هو حوالي 7 ميل (11 كـم) شمال ويموث، 18 ميل (29 كـم) SSE من يوفيل في سومرست، و 20 ميل (32 كـم) غرب بول. تمتد منطقة البناء في البلدة إلى الجنوب والغرب والجنوب الشرقي من وسط المدينة. إلى الشمال والشمال الشرقي، يقتصر النمو على السهول الفيضية والمروج المائية للنهر.
الأرض الواقعة جنوب وغرب المدينة مباشرة هي جزء من منطقة دورست ذات الجمال الطبيعي الأخاذ. يمر عبر South Dorset Ridgeway ، وهو جزء من مسار الساحل الجنوبي الغربي . فهناك أكثر من خمسمائة من المعالم الأثرية القديمة على طول تلال الطباشير التي تشكل ممر التلال، بما في ذلك عربات اليد والدوائر الحجرية والتلال؛ والعديد من الاكتشافات الأثرية من المنطقة معروضة في متحف مقاطعة دورست في دورتشستر.
تتألف جيولوجيا المدينة من صخور الأساس التي تشكلت في العصور الكونية والسانتونية والكامبانية من العصر الطباشيري المتأخر، وتغطي في بعض الأماكن رواسب الانجراف الرباعية الحديثة. والأساس هو طباشير من تشكيلات مختلفة. وتتكون رواسب الانجراف من غطاء من الطين مع الصوان على الحافة الغربية للمدينة حول باوندبيري، وطمي في السهول الفيضية للنهر، والعديد من الشرائط الضيقة من رواسب الرأس الطبقية الضعيفة، الموجودة بشكل خاص حول الحدود الشمالية الشرقية والجنوبية الغربية للمدينة ولكن أيضًا في أماكن أخرى.

## الاقتصاد
في عام 2012 كان هناك 17500 شخص يعملون في دورشستر، 51٪ منهم كانوا يعملون بدوام كامل. وكان 57٪ من الوظائف في الإدارة العامة والتعليم والصحة، و 18٪ في الخدمات المهنية والسوقية (بما في ذلك المالية وتكنولوجيا المعلومات والاتصالات)، و 17٪ في التوزيع والإقامة والغذاء، و 4٪ في الإنتاج و 2٪ في البناء. ولقد بلغ معدل البطالة في يوليو 2014 0.9٪ من السكان الذين تتراوح أعمارهم بين 16 و 64 عامًا.
يوجد في دورتشستر ست مناطق صناعية: عقارات ذا جروف للتجارة (7.1 هكتار أو 18 فدانًا)، وباوندبيري للعقارات التجارية (5 هكتارات أو 12 فدانًا)، وثكنات مرابوط (2 هكتار أو 4.9 فدان)، وجريت ويسترن سنتر (1.4 هكتار أو 3.5 فدان)، ومثلث السكة الحديد (1.4 هكتار أو 3.5 فدان) ومنطقة كاستر بريدج الصناعية (1.1 هكتار أو 2.7 فدان). وتضم العقارات في الغالب وحدات صناعية خفيفة وتجار جملة وقطاع خدمات. وأرباب العمل المهمين للمقيمين في المدينة يشملون تقنية AEA وبيسيما المحدودة ومجلس مقاطعة دورست ومستشفى مقاطعة دورست وصندوق مؤسسة دورست NHS وجولدز المحدودة وهنري لينج المحدودة وكلية كنجستون موروارد وتيسكو ومستشفى وينتربورن.
في عام 2008، تم إنشاء دورتشستر BID ، وهي منطقة لتحسين الأعمال التجارية، ولتعزيز المدينة وتحسين البيئة التجارية للأعمال التجارية في وسط المدينة. فلقد كان التجار المحليون يؤيدون القرار بأغلبية ساحقة، حيث صوت 84٪ لصالحه في اقتراع فبراير 2008. ويتم تمويل BID من ضريبة على الأعمال التجارية في المدينة. ويستمر عرض العطاءات في البداية لمدة خمس سنوات، وبين عامي 2013 و 2018، تشمل المشاريع التي يتم تنفيذها دعم الأعمال التجارية، والمشاريع الأمنية، والترويج للمدينة، وتوفير المساحات الخضراء، وجعل المدينة أكثر جاذبية بصريًا. وفي يونيو 2018، نجح دورتشستر BID في التصويت لولاية ثانية.
يبلغ عدد سكان مستجمعات المياه لمنافذ البيع بالتجزئة الرئيسية للمواد الغذائية في دورتشستر 38500 (في تقدير عام 2001) ويمتد ثمانية أميال غربًا وشمالًا وشرقًا من المدينة وميلين جنوبًا. ويشمل مشروع إعادة تطوير ساحة مصنع العجة، دورتشستر الآن منافذ البيع بالتجزئة والوحدات السكنية والحانات والمطاعم والفنادق والمرافق الثقافية.و سيجعل تجديد محطة سكة حديد دورتشستر ساوث أول محطة سكة حديد تعمل بالطاقة الشمسية في المملكة المتحدة. وتم الانتهاء من تطوير شارع تشارلز ستريت والذي يتضمن مكتبة ومركزًا لتعليم الكبار لمجلس مقاطعة دورست، ومكاتب لمجلس دورست . ومن المقرر أن تشمل المراحل المستقبلية 23 متجرًا وموقف سيارات تحت الأرض وفندقًا ومساكنًا ميسورة التكلفة. فلقد اجتذبت المرحلة الثانية تمويلًا قدره 4 ملايين جنيه إسترليني من مجلس مقاطعة ويست دورست السابق وتشمل متاجر ماركس آند سبنسر وويتروز الجديدة.

## الديموغرافيا
في تعداد عام 2011، كان لدى أبرشية دورتشستر المدنية 8996 مسكنًا،  8449 أسرة ويبلغ عدد سكانها 19060 نسمة، 48.35 ٪ من السكان هم من الذكور و 51.65 ٪ من الإناث. 17٪ من السكان تقل أعمارهم عن 16 عامًا (مقارنة بـ 18.9٪ في إنجلترا ككل)، وكان 22.4٪ من السكان في سن 65 عامًا أو أكبر (مقارنة بـ 16.4٪ في إنجلترا ككل).

## الثقافة

### الكتاب

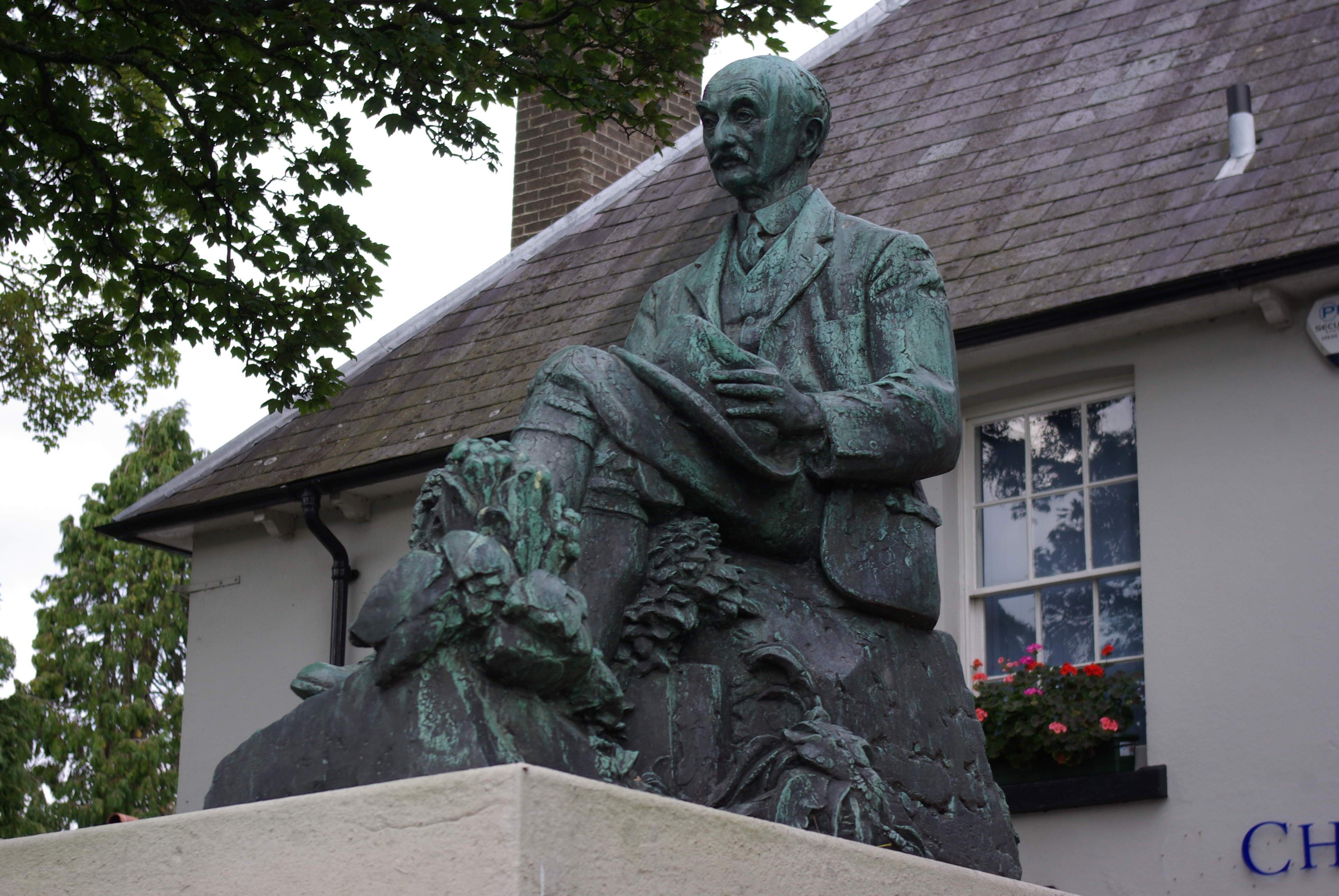
تمثال توماس هاردي بجانب ذا جروف شمال شارع هاي ويست

أقام الروائي والشاعر توماس هاردي مدينة كاستربريدج الخيالية في دورتشستر، وحفظت روايته "عمدة كاستيربريدج" هناك. ويقع منزل الطفولة لهاردي في شرق المدينة، ومنزله الخاص، Max Gate ، مملوك من قبل مؤسسة التراث القومي ومفتوح للجمهور. وتم دفن هاردي في وستمنستر أبي، لكن قلبه أزيل ودفن في ستينسفورد.
كان ويليام بارنز، شاعر لهجة البلد الغربي، عميد وينتربورن كام ، وهي قرية صغيرة بالقرب من دورتشستر ، لمدة 24 عامًا حتى وفاته في عام 1886،  وكان يدير مدرسة في المدينة. ويوجد تمثال لـ «هاردي» و «بارنز» في وسط المدينة. بارنز خارج كنيسة القديس بطرس ،  وهاردي بجانب مفترق طرق توب أو تاون.
تدور أحداث رواية جون كوبر بوويز عن قلعة مايدن (1936) في دورتشستر ، وكان بوويز يقصدها أن تكون "منافسة لرئيس بلدية كاستر بريدج. فلقد عاش بوويز في دورتشستر عندما كان طفلاً ، بين مايو 1880 وعيد الميلاد 1885، عندما كان والده مشرفًا هناك. ثم ، بعد عودته من أمريكا في يونيو 1934، كان قد عاش في 38 شارع هاي إيست ، دورتشستر ، من أكتوبر 1934 حتى يوليو 1935، عندما انتقل إلى ويلز. وتم الاحتفال بالمبنى بلوحة أقامتها لجنة دورتشستر للتراث ، ولكن مع ذكر تاريخ إقامته في عام 1936.

### الفنون المسرحية والمتاحف

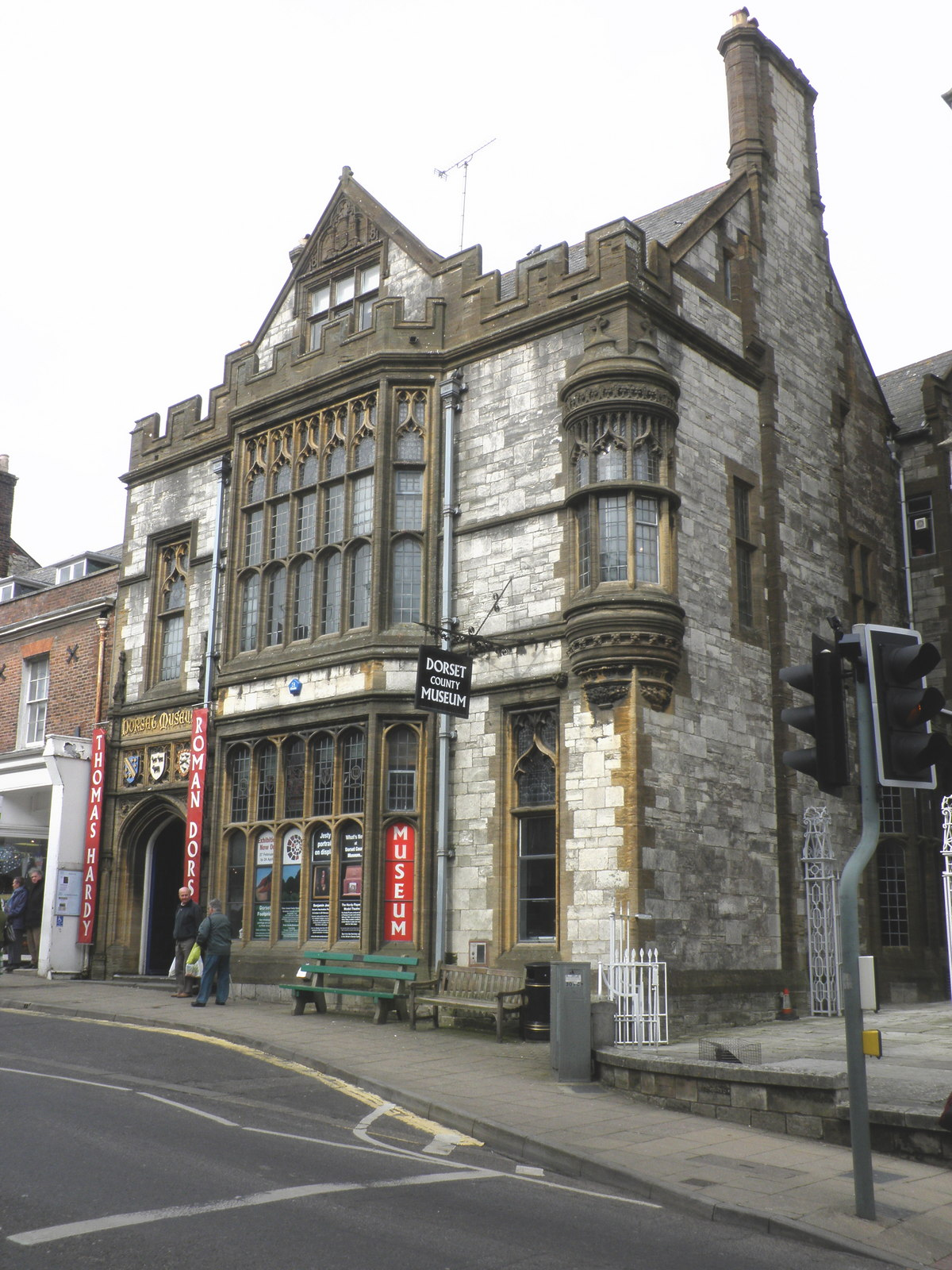
متحف مقاطعة دورست

متحف دورتشستر آرتس ، الذي يقع مقره في مبنى مدرسة سابق، وهو يدير برنامجًا موسميًا للموسيقى والرقص وأحداث المسرح ومشاريع الفنون التشاركية للمجموعات المستبعدة اجتماعياً ومهرجان دورتشستر نصف السنوي. دورتشستر آرتس، وهي «منظمة حافظة وطنية» تابعة لمجلس الفنون. تقيم دورتشستر آرتس في بورصة الذرة منذ عام 2015.
تشمل متاحف دورتشستر رومان تاون هاوس ومتحف الديناصورات ومتحف تيراكوتا ووريورز ومتحف دورست تيدي بير ومتحف كيب العسكري ومتحف مقاطعة دورست . ومعرض توت عنخ آمون . وشاركت كل هذه المتاحف في حدث «المتاحف في الليل» في مايو 2011 حيث فتحت المتاحف في جميع أنحاء المملكة المتحدة بعد ساعات. قاعة شاير التي تحتوي على المحكمة التي احتُجز فيها شهداء تولبودل وحاولوا افتتاحها كمتحف في عام 2018. ويقع مقر فرقة دورنوفاريا الفضية في قاعة كنيسة فوردينجتون الميثودية.

## أبنية تستحق الذكر

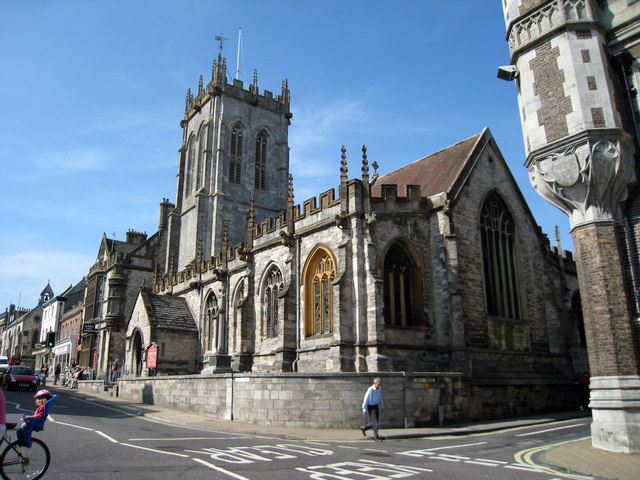
كنيسة القديس بطرس

يوجد داخل أبرشية دورتشستر 293 مبنى مدرجًا من قبل هيستوريك إنجلاند لمصلحتها التاريخية أو المعمارية ، بما في ذلك خمسة مدرجات في الدرجة الأولى والسادسة عشر من الدرجة الثانية *. ومباني الدرجة الأولى هي كنيسة سانت جورج في شارع فوردينجتون هاي ، وكنيسة القديس بطرس في شارع هاي ويست ، وماكس جيت على طريق سيوارد ، والمنزل الروماني في نورثرنهاي ، وقاعة شاير في هاي ويست ستريت.
تمتلك كنيسة القديس جورج بابًا جنوبيًا من أواخر القرن الحادي عشر يحتوي على طبلة من حجر كاين مع تمثيل واقعي منحوت للقديس جورج محاطًا بالجنود ، ويقال إنه يصور معجزة ظهوره في معركة أنطاكية. ويعود تاريخ الممر الجنوبي والجزء الشمالي من الرواق إلى القرن الثاني عشر. ويعود تاريخ كنيسة القديس بطرس في الغالب إلى الفترة من 1420 إلى 1421، مع إعادة ضبط بابها الجنوبي من القرن الثاني عشر. وهناك العديد من المعالم البارزة ، بما في ذلك تمثالان من القرن الرابع عشر وصندوق قبر من القرن الرابع عشر. وساهم توماس هاردي في إضافة مجلس الوزراء والمذبح في 1856-7 .
صمم توماس هاردي ماكس جيت بأسلوب الملكة آن، وكان منزله حتى وفاته في عام 1928. وتم بنائه عام 1885. ويعود تاريخ بقايا المنزل الروماني شمال قاعة المقاطعة إلى أوائل القرن الرابع ، مع عمليات توسعات لاحقة في القرن الرابع. ولديها نظام تسخين هايبوكوست وأرصفة فسيفساء. إنه المنزل الروماني الوحيد المرئي في بريطانيا. وتم تصميم مبنى شاير هول الحالي بواسطة توماس هاردويك وتم بناؤه في حجر آشلار بورتلاند في عام 1797. ولقد حل محل الهيكل السابق الذي سقط في حالة سيئة.
لوحة تحيي ذكرى الحكم على شهداء تولبودل هنا في عام 1834. فلقد كان المبنى يضم محكمة التاج حتى عام 1955 ؛ وكان توماس هاردي قاضيًا هنا وكانت تجربته مصدر إلهام لكتاباته. لم يتغير المبنى كثيرًا منذ القرن التاسع عشر ، وفي عام 2014 تم منح إذن التخطيط لتحويله إلى مركز تراثي وجذب سياحي ، ليتم افتتاحه في عام 2017.

## التعليم والرعاية الصحية

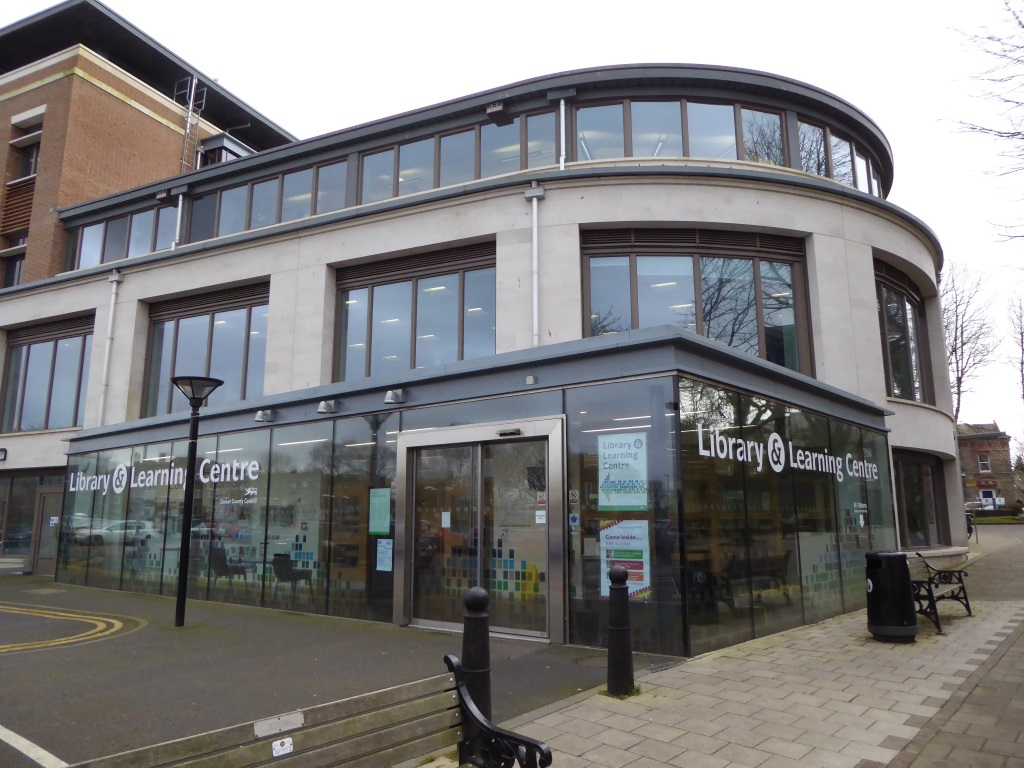
مكتبة دورتشستر ومركز التعلم

يوجد في دورتشستر 13 مدرسة أولية ، وثلاث مدارس إعدادية: مدرسة سانت أوسموند لكنيسة إنجلترا المتوسطة ، ومدرسة سانت ماري بكنيسة إنجلترا المتوسطة ، ومدرسة بودليتاون ومدرسة دورتشستر المتوسطة ومدرسة ثانوية ؛ ومدرسة توماس هاردي التي تأسست عام 1569 وهبها التاجر توماس هاردي عام 1579. وتم توسيعه وإعادة فتحه في عام 1888. في عام 2011، كان هناك 2283 تلميذاً في القائمة. المؤلف توماس هاردي ، وهو قريب بعيد ، وكان مدير مدرسة هنا من عام 1909 حتى قبل وفاته بوقت قصير. وتشكل المدارس التسعة عشر في منطقة دورتشستر شراكة مدارس منطقة دورتشستر (DASP). وتوجد أيضًا مدرسة خاصة ، مدرسة Sunninghill الإعدادية ، 
كلية كينجسوت موروارد هي كلية لدراسات علوم الأرض تقع في ضواحي المدينة. وهي تقدم دورات بدوام كامل وبدوام جزئي ، والتدريب المهني ودورات على مستوى الجامعة في مجموعة واسعة من الموضوعات بما في ذلك الزراعة ، والبستنة ، والحفظ ، والبناء ، وإدارة الريف والحياة البرية.
مستشفى البلدة هو مستشفى مقاطعة دورست في شارع ويليامز.ويقدم علاجًا طارئًا للحوادث لمدة أربع وعشرين ساعة مع الخدمات التي يقدمها صندوق مؤسسة NHS لمستشفى مقاطعة دورست.

## الرياضة والترفيه
دورتشستر تاون إف سي ، فريق كرة القدم في المدينة يلعب حاليًا في دوري الدرجة الممتازة الجنوبية . ومثل هاري ريدناب ولاعبو المنتخب الإنجليزي السابق غراهام روبرتس ومارتن تشيفرز «طائر العقعق» في أواخر السبعينيات وأوائل الثمانينيات. يقع النادي في شارع وايموث في جنوب المدينة بعد انتقاله من أرضه القديمة أيضًا في شارع وايموث. وانتقل النادي إلى ملعب أفينيو الذي تم تشييده لهذا الغرض بسعة 5000 شخص على أرض دوقية كورنوال في أوائل التسعينيات.
نادي دورتشستر لكرة القدم هو فريق لاتحاد الرجبي للهواة والذي يلعب حاليًا في (دوري دورست ويلتس ساوث 1). ويلعب نادي دورتشستر للكريكيت في دوري دورست الممتاز ، حيث توج بطلاً آخر مرة في عام 2009.
تم وضع مركز ترفيهي ومسبح على طريق كوبورغ بدلاً من مركز توماس هاردي للترفيه المدرسي في عام 2012، وبتكلفة تزيد عن 8 ملايين جنيه إسترليني.
في مايو 2009، تم افتتاح منتزه للتزلج عند تقاطع طريق مومباري وشارع وايموث في دورتشستر بعد 12 عامًا من التخطيط والبناء.

## المواصلات

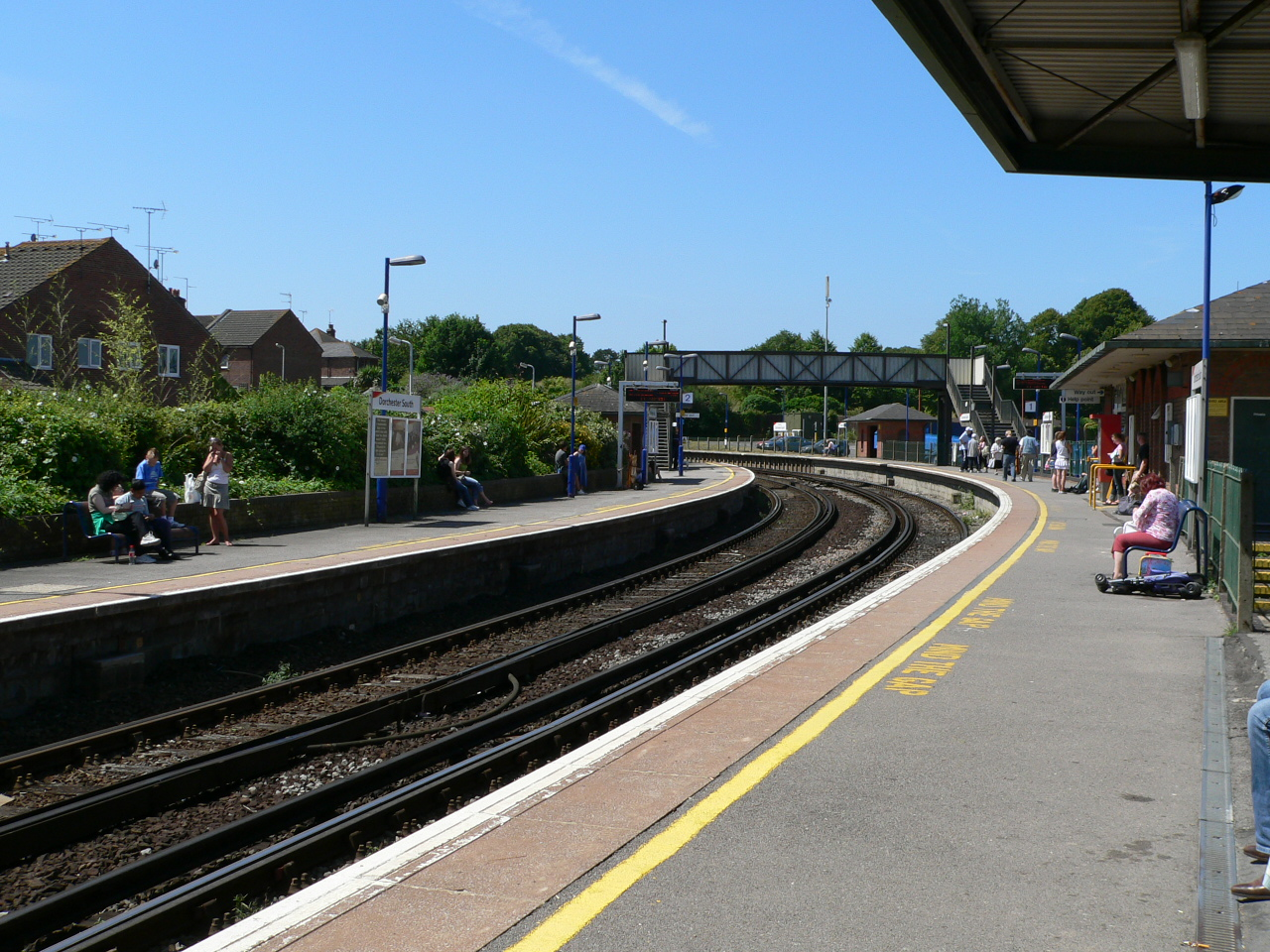
محطة سكة حديد دورتشستر الجنوبية

يوجد بالمدينة محطتان للسكك الحديدية: تقع محطسة سكة حديد دورتشستر على الخط الجنوبي الغربي الرئيسي المؤدي إلى بورنماوث وساوثامبتون ولندن واترلو، ويتم تشغيلها بواسطة السكة الحديدة الجنوبية الغربية (شركة تشغيل قطارات). ويقع محطة سكة حديد دورتشستر ويست ، الذي صممه إيسامبارد برونيل، في قلب خط ويسيكس ، الذي تديره شركة Great Western للسكك الحديدية ويتصل مع محطسة سكة حديد يوفيل وياث وبريستول وجلوستر . وكجزء من التجديد في موقع مصنع الجعة في وسط المدينة ، ستصبح محطة سكة حديد دورتشستر ساوث أول محطة سكة حديد تعمل بالطاقة الشمسية في المملكة المتحدة.
أكمل موليم طريقًا التفافيًا إلى جنوب وغرب المدينة في عام 1988، مما أدى إلى تحويل مسار حركة المرور باستخدام طرق A35 و A37 بعيدًا عن وسط المدينة. وتبلغ دورتشستر حوالي 43 ميلاً (69 كم) جنوب شرق تقاطع 25 من الطريق السريع M5 في تونتون.
يتم تشغيل الحافلات بواسطة فرست هامبشاير ودورست والساحل الجنوبي ومدربين الجنوب الغربي .و ناشينوال اكسبرس وميقابس تخدم المدينة أيضًا.

## وسائل الإعلام
تم تقديم دورتشستر من قبل محطتين إذاعيتين محليتين: ويسيكس اف ام ،  وراديو بي بي سي سولنت. ومع ذلك ، تم إغلاق ويسيكس اف ام في أغسطس 2020 وأعيد إطلاقه باسم أعظم ردايو للفعاليات الذي يبث الموسيقى القديمة عبر منطقة تجمع أوسع.[بحاجة لمصدر]
يوجد في مستشفى مقاطعة دورست محطته الخاصة المسماة «راديو ريدج واي» والتي ظلت على الهواء لمدة خمسين عامًا. والتغطية الإخبارية التلفزيونية المحلية من قبل بي بي سي ساوث توداي في ساوثهامبتون، آي تي في ميريديان في وايتلي ، بي بي سي سبوتلايت في بليموث و آي تي في ويست كانتري في بريستول. وتشتمل وسائط الطباعة العادية في Dorchester على Dorset Echo.
تتمتع العديد من المنازل في دورتشستر بإمكانية الوصول إلى خدمات النطاق العريض للألياف التي تقدمها الشركات الخاصة. والمدينة جزء من المرحلة الثانية من دورست فائقة السرعة ، وهو مشروع لزيادة توفير النطاق العريض للألياف داخل المقاطعة ، والذي تم الانتهاء منه.

## اشخاص يستحقون الذكر
- فرانسيس باغنال (مواليد 1954)، أستاذ الفيزياء الفلكية وعلوم الكواكب ، جامعة كولورادو بولدر [99]
- بول بليك (مواليد 1990)، رياضي بارالمبي
- جيمس كامبل (مواليد 1988)، لاعب كريكيت ، ولد في البلدة.[100]
- آرون كوك (مواليد 1991)، رياضي تايكوندو شارك في دورة الألعاب الأولمبية لعام 2008 في المركز الخامس ، ولد وتلقى تعليمه في دورتشستر.[101]
- توماس هاردي (1840-1928)، روائي وشاعر ، تلقى تدريبًا معماريًا واستقر في المدينة حيث توفي في منزله ، ماكس جيت .
- بول هيلير (مواليد 1949)، المغني والملحن الكلاسيكي ، ولد في دورتشستر. التحق بمدرسة توماس هاردي.[102]
- هنري مول (1801-1880)، نائب فوردينجتون من عام 1829 ومخترع خزانة التربة الجافة.[103]
- Llewelyn Powys (1884-1939)، روائي وكاتب مقالات ، ولد في دورتشستر.[104]
- ولد هنري بيرجوس (مواليد 1989)، لاعب الرجبي الاسكتلندي الدولي، في المدينة.[105]
- ولد توم روبرتس (1856-1931)، رسام أسترالي ، في دورتشستر.[106]
- ولد السير فريدريك تريفيس (1853-1923)، جراح الملك إدوارد السابع ، في المدينة ودفن في كنيسة القديس بطرس.[107]
- أورلاندو بيلي ، لعبة الرجبي يونيون فلاي هاف فور باث رجبي ، ولدت في المدينة وحضرت مدرسة توماس هاردي.

## توأمة المدن
تم توأمة دورتشستر مع ثلاث مدن أوروبية:
- Bayeux in France since 1959, because the Dorset Regiment were the first soldiers to enter the town in 1944 as the Second World War came to an end.[109][110]
- Lübbecke in Germany since 1973, initiated when the Durnovaria Silver Band met the Lübbecker Schützenmusik Corps in Bayeux in 1968, when that town was in the process of twinning with Lübbecke.[111]
- Holbæk in Denmark since 1992, resulting from a shared interest in community drama. Actors from each town have appeared in plays in the other community.[112]

تمت توأمة المدارس في دورشيستر مع المدارس في أوروبا وإفريقيا وآسيا. تمتلك مدرسة Thomas Hardye شراكات مع مدارس في تنزانيا وDehradun وBayeux.

## حرية المدينة
حصل الأشخاص والوحدات العسكرية التالية على حرية بلدة دورتشستر.

### الأفراد
- توماس هاردي[116]
- السير فريدريك تريفيس في يوليو 1902[117]

## الفهرس
- بينغهام ، أ. (1987) دورست : دليل Landranger الخاص بمسح الذخائر ، نورويتش: جارولد ،(ردمك 0-319-00187-3)
- Chandler، JH (1990) Wessex images ، Gloucester: Alan Sutton and Wiltshire County Library & Museum Service،(ردمك 0-86299-739-9)
- دريبر ، ج. (1992) دورتشستر : تاريخ مصور ويمبورن: مطبعة الحمامة ،(ردمك 1-874336-04-0)
- Morris، J. and Draper، J. (1995) "The" Enclosure "of Fordington Fields and the Development of Dorchester، 1874–1903"، Dorset Natural History and Archaeological Society Actions، v.117، p. 5-14،ISSN 0070-7112
- Pitt-Rivers، M. (1966) Dorset ، A Shell guide، New ed. London: Faber،(ردمك 0-571-06714-X)
- تايلور ، سي (1970) دورست ، صنع المشهد الإنجليزي ، لندن: Hodder & Stoughton ، p. 197 - 201،(ردمك 0-340-10962-9)
- Waymark، J، (1997) "The Duchy of Cornwall and the Expansion of Dorchester، c.11900–1997"، Dorset Natural History and Archaeological Society Actions ، v. 119، p. 19–32،ISSN 0070-7112

## روابط خارجية
- مجلس قضاء غرب دورست
- دورشيستر (دورست) على مشروع الدليل المفتوح